# Bokvis
De bokvis (Boops boops) is een straalvinnige vis uit de familie van de zeebrasems (Sparidae) en de orde van de baarsachtigen (Perciformes).

## Kenmerken
De vis kan een lengte bereiken van 36 centimeter. De rugvin bevat veertien tot zestien stekelachtige stralen gevolgd door veertien of vijftien zachte stralen. De vis heeft een langwerpige bruine streep en vier goudachtige strepen op zijkanten van het lichaam.

## Leefomgeving
De bokvis is een zoutwatervis. De soort komt voor in gematigde wateren in de Atlantische Oceaan en in de Middellandse Zee op een diepte van 0 tot 350 meter. Ze komt vaak voor in scholen boven zeegrasvelden en langs rotskusten.

## Relatie tot de mens
De bokvis is voor de visserij van groot commercieel belang. In de hengelsport wordt weinig op de vis gejaagd.